# Soues (Hautes-Pyrénées)
Soues is een gemeente in het Franse departement Hautes-Pyrénées (regio Occitanie). De plaats maakt deel uit van het arrondissement Tarbes. Soues telde op 1 januari 2022 3.000 inwoners.

## Geografie
De oppervlakte van Soues bedroeg op 1 januari 2022 3,9 vierkante kilometer; de bevolkingsdichtheid was toen 769,2 inwoners per km².

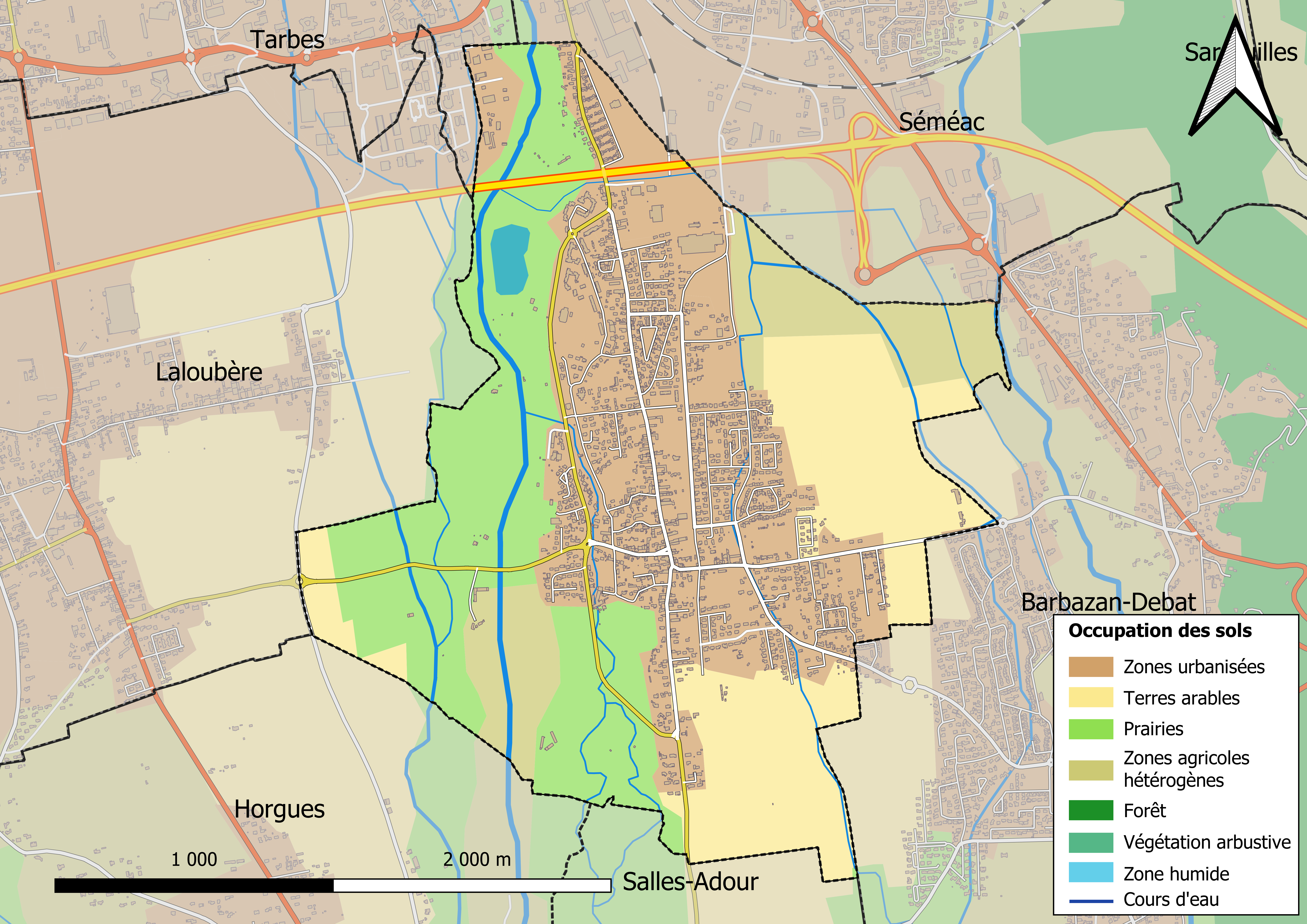
Kaart van de gemeente met belangrijkste infrastructuur, bodemgebruik en omliggende gemeenten

## Demografie
Onderstaande figuur toont het verloop van het inwonertal (bron: INSEE-tellingen).